# Davide Torosantucci
Davide Torosantucci  (né le 3 novembre 1981 à Lanciano, dans la province de Chieti, dans les Abruzzes) est un coureur cycliste italien.

## Biographie
Davide Torosantucci est apparu pour la première fois sur la scène internationale lors de la saison 2002. Il est membre de plusieurs équipes continentales UCI de 2005 à 2011. En 2003, il termine troisième des courses d'un jour italiennes : le Gran Premio Capodarco et la Gara Ciclistica Montappone. À partir de 2005, Torosantucci court pour l'équipe continentale Universal Caffè. Au cours de sa première année dans la formation, il remporte le Trofeo Tosco-Umbro, le Giro Ciclistico del Cigno, le Trophée international Bastianelli et la Gara Ciclistica Milionaria. 
En 2008, il remporte le Grand Prix cycliste de Gemenc et en 2009 le Tour de Serbie. Il décroche la dernière victoire de sa carrière lors de la quatrième étape du Tour d'Afrique du Sud 2011. Après la saison 2011, Torosantucci met fin à sa carrière à l'âge de 30 ans.

## Palmarès
- 2002
  - 3e de la Gara Ciclistica Montappone
- 2003
  - 3e du Gran Premio Capodarco
  - 3e de la Gara Ciclistica Montappone
- 2004
  - Trofeo La Croce
  - 2e du Gran Premio Folignano
- 2005
  - Trofeo Tosco-Umbro
  - Giro Ciclistico del Cigno
  - Trophée international Bastianelli
  - Gara Ciclistica Milionaria
  - 3e du Grand Prix de la ville de Montegranaro
- 2008
  - Grand Prix cycliste de Gemenc :
    - Classement général
    - Prologue
- 2009
  - Classement général du Tour de Serbie
- 2011
  - 4e étape de Tour d'Afrique du Sud

## Classements mondiaux
| Année           | 2005 | 2006 | 2007  | 2008 | 2009 | 2010  | 2011 |
| --------------- | ---- | ---- | ----- | ---- | ---- | ----- | ---- |
| UCI Africa Tour |      |      |       |      |      |       | 129e |
| UCI Europe Tour | 206e |      | 1108e | 296e | 226e | 1025e | 967e |